# Abrarul Haq Haqqi
Mohius Sunnah Abrarul Haq Haqqi (bengalisch আবরারুল হক হক্কী, Ābarārula haka hakkī; Urdu ابرار الحق حقی, geb. 20. Dezember 1920; gest. 17. Mai 2006) war ein indischer islamischer Gelehrter der orthodoxen sunnitischen Strömung der Deobandis. Er grünbete Ashraful Madaris in Hardoi und war Schüler von Ashraf Ali Thanwi.

## Leben
Haqqi wurde am 20. Dezember 1920 in Hardoi geboren. Er hatte an der Hochschule Mazahir Uloom Saharanpur studiert.
Haqqi wurde nach seinem Abschluss Lehrer an der Mazahir Uloom Saharanpur. Später unterrichtete er an der Jami-ul-Uloom Kanpur, einem Seminar in Kanpur. Auf Anregung von Ashraf Ali Thanwi lehrte er an der Madrasa Islamia Fatehpur. 1942 gründete er Ashraful Madaris in Hardoi. Seither war er ein Sufi-Mentor. Er bildete 103 Schüler aus, die er auch autorisierte.
Haqqi starb am 17. Mai 2006.

## Vermächtnis
An der Aligarh Muslim University (AMU) schrieb Ateequr Rahman Qasmi eine Doktorarbeit mit dem Titel Maulana Abrarul Haq: Life and Works. Sein Bruder Syed Anwarul Haq Haqqi leitete zwei Jahrzehnte lang die Abteilung für Politikwissenschaft der AMU.